# Josep Cruanyes
Josep Cruanyes i Tor (El Masnou, Barcelona; 1952) es un abogado e historiador español.
Presidente de la Sociedad Catalana de Estudios Jurídicos (vinculada al IEC) y secretario de la Comisión de Lengua Catalana del Consejo de Colegios de Abogados de Cataluña, trabaja desde hace tiempo en la defensa de los derechos lingüísticos de los catalanohablantes. Ha impartido cursos y conferencias sobre historia contemporánea de Cataluña, la propiedad intelectual y los derechos lingüísticos. Ha sido uno de los principales instigadores del retorno de los papeles de Salamanca en Cataluña, tanto a través de la Comisión de la Dignidad como con la publicación del libro Los papeles de Salamanca. La expoliación del patrimonio documental de Cataluña (1938-1939). 
EL 2004 fue nombrado presidente del Consejo Asesor de la Agencia Catalana de Protección de Datos Personales. En 2006 le fue otorgado el Premio de Actuación Cívica por la Fundación Lluís Carulla.

## Obras
- La Generalitat en la historia de Cataluña (1982)
- Historia de Cataluña (1987)
- Los derechos lingüísticos de los catalanohablantes (1990), (obra escrita junto a Francesc Ferrer i Gironès)

- Datos: Q9013096
- Multimedia: Pep Cruanyes / Q9013096